# Егінг-ам-Зее
Егінг-ам-Зее (нім. Eging am See) — громада в Німеччині, знаходиться в землі Баварія. Підпорядковується адміністративному округу Нижня Баварія. Входить до складу району Пассау.
Площа — 23,67 км2. Населення становить 4294 ос. (станом на 31 грудня 2020).